# NGC 7245
NGC 7245 est un vieil amas ouvert situé dans la constellation du Lézard. Il a été découvert par l'astronome germano-britannique William Herschel en 1787.
Selon la classification des amas ouverts, cet amas renferme moins de 50 étoiles (la lettre p), dont la concentration est moyenne (II) et dont les magnitudes se répartissent sur un petit intervalle moyen (le chiffre 1),. Toutefois, selon le catalogue Lynga, l'amas renferme entre 50 et 100 étoiles (m). Lynga indique aussi la présence d'un double amas (:b), sans doute King 9 que l'on voit au nord-est de NGC 7245 sur l'image de Pan-STARRS. Lynga indique que l'amas renferme entre 50 et 100 membres (m) tout en indiquant un nombre de 3 comme membre. Cette contradiction étrange entre la classification et le nombre de membres n'est pas rare dans le catalogue Lynga.

## Observation
Avec une magnitude visuelle de 9,2, on peut observer l'amas avec des jumelles dont l'ouverture est comprise entre 60 et 70 mm.

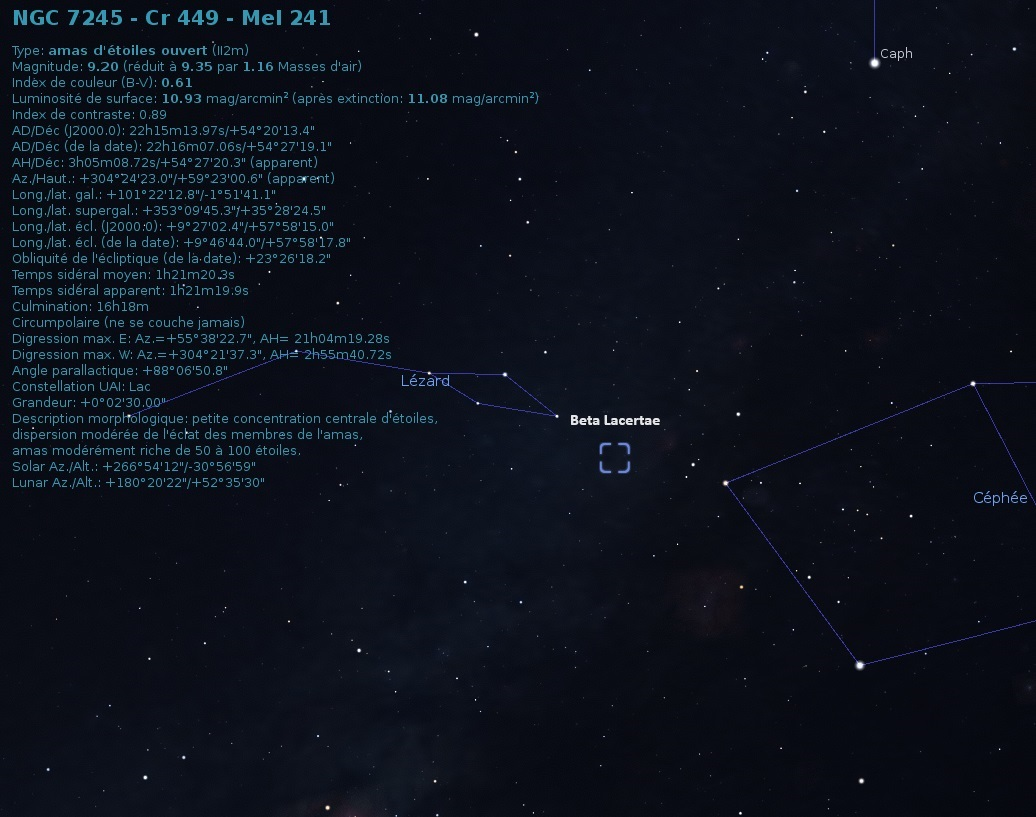
Localisation de NGC 7245 dans la constellation du Lézard. (Stellarium)

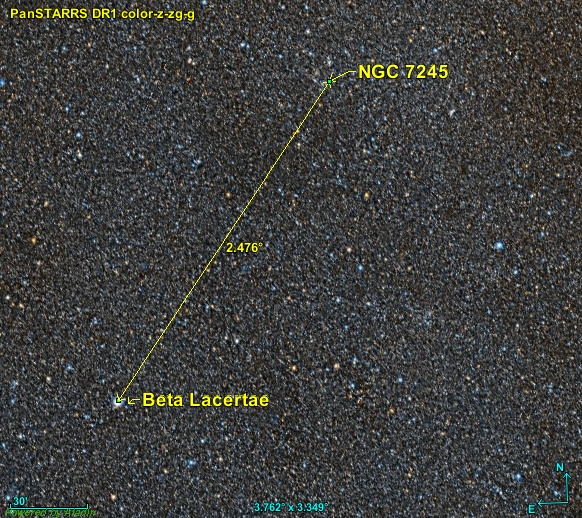
Position de NGC 7245 par rapport à l'étoile Beta du Lézard.

NGC 7245 est situé à environ 2,5 degrés au sud-est de l'étoile Beta Lacertae.

## Caractéristiques

### Masse
Une publication récente a permis une mise à jour importante des données des nébuleuses planétaires. Les données du « GAIA EARLY DATA RELEASE 3 (GAIA EDR3) » ont également permis aux auteurs (Almeida, Monteiro et Dias) de cette publication d'estimer la masse de 773 amas ouverts, dont celle de NGC 7245 qui est de 1186 ± 237 {\displaystyle M_{\odot }}.

### Distance
La distance de l'amas proposée par Almeida et ses collègues est de 2,798 ± 0,094 kpc (∼9 130 al).

### Taille
Selon les sources, la taille apparente de l'amas est de 3,9′, ou de 5'. En utilisant la plus grande taille apparente et la plus grande distance, on obtient la plus grande taille réelle de l'amas, soit 13,27 al. De même, en utilisant la plus petite taille apparente et la plus petite distance, on obtient la plus petite taille réelle, soit 10,35 al. De ces deux valeurs, on déduit que la taille réelle de NGC 7245 est de 11,8 ± 1,5 al.

### Vitesse
La vitesse de l'amas est égale à −20,2 ± 5,8 km/s.

### Métallicité
Selon les auteurs d'un article publié en 2015, la métallicité de l'amas est égale à -0,15 ± 0,18. Selon cette valeur, le pourcentage d'éléments lourds (plus lourd que l'hydrogène et l'hélium) de cet amas serait compris entre 47% (10(-0,15-0,18) et 107% (10(-0,15 + 0,18)) de celui du Soleil.
Almeidia et ses collègues proposent une métallicité totalement différent, soit 0,085 ± 0,033. Selon cette valeur, le pourcentage d'éléments lourds est compris entre 113% et 122% de celui du Soleil.

### Âge
Almeida et ses collègues indiquent un âge donnée par log10 = 8,796± 0,043. Cela correspond à un âge de 625+65
-59 millions d'années.

### Masse
Selon Almeida, la masse de l'amas est de 1186 ± 237 {\displaystyle M_{\odot }}.

## Étoiles
Simbad montre aussi un bouton nommé Children. En cliquant sur ce bouton, on atteint une section de cette base de données qui renferme un tableau contenant 662 entrées, dont 318 Children, pour NGC 7245. Cependant, des étoiles (les Children) peuvent apparaître plusieurs fois dans la deuxième colonne du tableau, d'où le nombre de liens bibliographiques qui est supérieure au nombre d'étoiles. La quatrième colonne de ce tableau indique la probabilité que l'étoile appartienne à l'amas. En cliquant sur le titre de cette colonne, on peut classer la probabilité par ordre croissant ou décroissant. En cliquant sur la désignation de l'étoile, on atteint la page de Simbad qui résume ses propriétés.